# Бен-Цви, Зеев
Зеев Бен-Цви (1904, Рыки, Седлецкая губерния, Российская империя — 16 мая 1952) — израильский скульптор польского происхождения.
Родился в Царстве Польском, входившем в состав Российской империи. С началом Первой мировой войны его семья бежала в Екатеринослав, где жила четыре года. С 1921 года учился в Академии изящных искусств в Варшаве, в 1923 году эмигрировал в Палестину, бывшую тогда британской подмандатной территорией. В 1923—1924 годах учился в академии Бецалель. После открытия новой академии Бецалель преподавал там скульптуру с 1926 по 1927 год. В 1928 году уехал в Париж изучать кубизм. В 1932 и 1933 годах организовал в Тель-Авиве две крупных выставки своих работ. В 1937 году стажировался в Париже, в 1937—1938 годах — в Лондоне и Глазго, вернувшись в Палестину в 1939 году. С 1949 года вновь преподавал в Бецалеле, а в 1952 году, за несколько месяцев до смерти, возглавил академию.
В основном работал в направлении кубизма, специализировался на скульптурных портретах голов, работал с медью. Среди его учеников были многие впоследствии известные скульпторы Израиля. Одной из самых известных его работ является кенотаф «В память о детях диаспоры», созданный в 1945 году в память еврейских детей, погибших в годы Второй мировой войны. В 1953 году был посмертно удостоен премии Дизенгофа и Премии Израиля.